# Melanographium spleniosporum
Melanographium spleniosporum är en svampart som beskrevs av Sacc. 1913. Melanographium spleniosporum ingår i släktet Melanographium, divisionen sporsäcksvampar och riket svampar.   Inga underarter finns listade i Catalogue of Life.